# Good-Day 〜思い出に変わるならば〜
『Good-Day 〜思い出に変わるならば〜』（グッデイ　おもいでにかわるならば）は、岡村孝子の通算14枚目のシングル。1991年5月23日発売。発売元はファンハウス（現・ソニー・ミュージックレーベルズ）。
8センチCDとシングル・カセットの2形態でリリースされた。

## 解説
- 日本テレビ系ドラマスペシャル『5月の風 〜ひとりひとりの二人』（1991年5月22日放送）テーマソング。
- このドラマは、当時『東京ラブストーリー』に出演して話題になっていた鈴木保奈美が出演。同ドラマでは、本楽曲以外に岡村の曲が挿入歌として多く使用された。
- 1992年7月17日に発売されたシングル・ビデオ「mistral」に、ミュージック・ビデオが収録。
- デビュー20周年記念ベスト・アルバムの『DO MY BEST』初回限定生産盤にてDVD化された。
- 10枚目記念のアルバム『SWEET HEARTS』（1994年9月14日発売）に、バラード・ヴァージョンが収録された。
- 岡村のシングルでは初となる、オリコン最高位9位を記録した。唯一TOP10入りした楽曲でもある。

## 収録曲

### 8センチシングル
1. Good-Day 〜思い出に変わるならば〜　（5:00）
  - 作詞・作曲：岡村孝子 、編曲：清水信之
2. Good-Day 〜思い出に変わるならば〜 （オリジナル・カラオケ）

### シングルカセット
- A面

1. Good-Day 〜思い出に変わるならば〜

- B面

1. Good-Day 〜思い出に変わるならば〜 （オリジナル・カラオケ）

## 楽曲の収録作品
- Good-Day 〜思い出に変わるならば〜
  - DO MY BEST
  - TOY BOX
  - T's BEST season 1

※オリジナルアルバム未収録
- Good-Day 〜思い出に変わるならば〜 （Album Version）[1]
  - Chou-fleur　（7th アルバム）
- Good-Day 〜思い出に変わるならば〜 （Remix）
  - After Tone III
- Good-Day 〜思い出に変わるならば〜 （Ballade Version）
  - SWEET HEARTS　（10th アルバム）